# ربیع (شهر)
ربیع شهری از توابع بخش مرکزی  شهرستان کارون در استان خوزستان است.
شهر ربیع با ادغام و تجمیع روستاهای عمیره، جنگیه، ابودبس و کوی ولیعصر در زمستان ۱۳۹۱ پس از تشکیل شهرستان کارون ایجاد گردیده است.